# De Kroon (strokartonfabriek)
De Kroon is een strokartonfabriek in Oude Pekela.

## Voorgeschiedenis
Eind 1900 kochten de heren H.G. Strating c.s. uit Oude Pekela een boerenplaats van de heer H. Huls aldaar, met het voornemen daarop een strokartonfabriek te bouwen.
Op 2 april 1901 was de oprichting van de fabriek een feit. Deze dag passeerde de oprichtingsakte van de N.V. Strokartonfabriek “De Kroon” in Oude Pekela, waarvan de oprichters waren de heren stoomsteenfabrikant Hindericus Geerts Strating, scheepsbouwer Harmannus Bernardus Drenth, de houthandelaar Jurjen Jurjen Koerts junior, de kassier Philippus Polak en A. Edzes, terwijl tot directeuren waren benoemd de heren Bernardus Frederikus Drenth en Herman Jan Frederik Kloppenborg.

## De fabriek in werking
Op 9 september 1901 werd de nieuwe fabriek in werking gesteld. De fabriek begon met één papierbaan. De productie had een trage start. Er werd in dit beginjaar door “De Kroon” vergunning aangevraagd voor het leggen van een wissel in de tramweg van de Stoomtramweg-Maatschappij Oldambt - Pekela voor het fabrieksterrein welk verzoek het jaar daarop nog eens werd herhaald. In 1908 betaalde de fabriek voor stro afkomstig van rogge ƒ 6,--, tarwe ƒ 5,--, haver ƒ 4,-- en machinaal geperst ƒ 2,-- meer, alles per 1.000 kilogram. De fabriek had in 1914 een weekcapaciteit van 225 ton karton.
Tijdens de Eerste Wereldoorlog, in 1915 werd de fabriek, wegens gebrek aan stro, gedeeltelijk stopgezet. Hierdoor kregen de ongehuwde arbeiders ontslag. Een jaar later werd door de mededirecteur van de fabriek, Herman Jan Frederik Kloppenborg, met ingang van 1 april van dat jaar, als zodanig ontslag aangevraagd. In 1917 werden alle stoomstrokartonfabrieken in Oude Pekela, met uitzondering van “De Kroon” stopgezet. “De Kroon” fabriceerde toen  viltpapier. Datzelfde jaar werden van alle fabrieken in Oude Pekela de voorraad steenkolen in beslaggenomen,ook van “De Kroon”, die op dat moment asfaltpapier produceerde. In het jaar daarop ontstond een gebrek aan de grondstof vodden en moest de fabriek opnieuw worden stopgezet.
In 1919 sloeg tijdens een hevig onweer boven Oude Pekela de bliksem in fabriek “De Kroon”, waardoor een groot gat in de fabrieksschoorsteen werd geslagen. In 1923 ging “De Kroon”, die tot dan in hoofdzaak asfaltpapier fabriceerde, weer gewoon papier maken. Drie jaar later, toen de zaken weer voor de wind gingen, bestonden er plannen een nieuwe papierbaan in de fabriek te bouwen. Ook de fabriek “De Kroon” ontkwam, evenals tal van andere strokartonfabrieken in Oude Pekela, niet aan een brand in de strovoorraad. In 1931 ging ca. 1.6 miljoen kilogram door brand verloren. Het jaar daarop werd de fabriek, waar op dat moment zo'n 80 personen werkten, opnieuw stopgezet. In 1937 onderging de fabriek een algehele uitbreiding en modernisering. De kantoren van de fabriek werden verplaatst naar de plaats waar toen de opzichterswoning stond terwijl de huidige kantoren bij de fabriek werden gebouwd. Het gehele gebouw werd gemoderniseerd waarbij de stoommachine werd vervangen door een elektrisch aangedreven machine.
Na de Tweede Wereldoorlog werd de achterstand in onderhoud en uitbreiding, die bij alle fabrieken als gevolg van de oorlogsjaren heerste, overal radicaal ingehaald. Onder architectuur van het architectenbureau Kruijer uit Nieuwe Pekela werd de fabriek verbouwd. Er werd een groot pakhuis gebouwd en de banen en daken werden vernieuwd.
In 1951 bestond “De Kroon” 50 jaar. De toenmalige directeur was Hermannus Bernardus (Herman) Drenth. In hetzelfde jaar overleed Bernardus Frederikus Drenth, mede-oprichter en vele jaren directeur van de fabriek.

## Herstructureringen
In de periode 1960-1965 werd de fabriek enkele malen getroffen door een staking. Vaak ging het om de arbeidsvoorwaarden in de fabriek. 
Op 27 september 1965 werd in een buitengewone, algemene vergadering van aandeelhouders van “De Kroon” besloten over te gaan tot een fusie van de strokartonfabrieken “Britannia” en “De Kroon”. De daaruit ontstane, nieuwe vennootschap ging Verpak N.V. (Verenigde Papier- en Kartonfabrieken) heten.
In 1970 nam de heer Hermannus Bernardus Drenth, in verband met het bereiken van de pensioengerechtigde leeftijd, afscheid als directeur van “De Kroon”. Drenth was in 1924 op de fabriek begonnen en werd in 1947 directeur.
In 1970, werd gefuseerd met de golfkartonfabriek Zuid-Nederlandse Handelsmaatschappij v/h A. van Dam N.V. te Helmond. A. van Dam N.V. bevat ook de N.V. Kartonnagefabriek Van Opstal Atlanta te Tilburg. Ook deze twee bedrijven fuseerden in 1965. In 1974 fuseerde de groep met de Carton- en Papierfabriek voorheen W.A. Scholten NV in Sappemeer en ging samen verder onder de naam KAPPA. 
In 1977 werd Kappa overgenomen door Koninklijke Nederlandse Papierfabriek (KNP). 
In 1986 richtte een smeulende en brandende massa van 7.000 ton oud papier in een bedrijfshal van “De Kroon” voor minstens 10 miljoen gulden schade aan. De brandweer stond machteloos tegen het vuur. Het vuur woedde enkele dagen. In hetzelfde jaar werd er bij “De Kroon” druk gebouwd aan een nieuwe bedrijfshal en werd daarin een nieuwe, ongeveer 160 meter lange kartonmachine geplaatst. De modernisering vond plaats in het kader van de Herstructurering Massiefkarton (Hermas). Er was een investering van ongeveer 34 miljoen gulden mee gemoeid. De modernisering leverde extra werkgelegenheid op voor zo'n vijf man.
In 1993 fuseerden KNP, Bührmann-Tetterode en VRG. 
In 1994 vindt een herstructurering plaats in het KNP BT verband. De drie karton producerende bedrijven in Oude Pekela KNP De Kroon, Triton Karton Pekela en Kappa Britannia gaan verder onder de naam Attica. Het nieuwe bedrijf telde ongeveer 230 werknemers. Attica ging zich geheel toeleggen op de productie van specialiteitenkarton, dat werd toegepast bij onder meer spel- en puzzeldozen en luxe geschenkverpakkingen. Belangrijke afzetmarkten waren de Benelux, Duitsland, Frankrijk en Engeland.
Ook in 1994 wordt een groot gedeelte van de oude fabriek, waar de kartonmachines stonden, gesloopt om plaats te maken voor nieuwbouw. Ook het gebouw, waar vroeger de stro werd gekookt, ging kort daarna tegen de vlakte.

## Directeuren van “De Kroon”
- 1901- ???? Bernardus Frederikus Drenth
- 1901-1916 Herman Jan Frederik Kloppenborg
- 1947-1970 Hermannus Bernardus Drenth

## Trivia
- In 1910 ontdekte de heer J. Vissing te Oude Pekela ongenode gasten in zijn tuin. Nader bleek dat men een bezoek had gebracht aan de perenboom. Onmiddellijk werd de politie ermee in kennis gesteld, die regelrecht naar de in de nabijheid staande kartonfabriek “De Kroon” ging en al spoedig kon vaststellen dat een drietal jeugdige arbeiders die nacht een strooptocht hadden gehouden van de ene boomgaard naar de andere. Appels en peren werden in beslaggenomen en tegen de daders proces-verbaal opgemaakt. Door de directie van de fabriek “De Kroon” is tevens een afschrikwekkend voorbeeld gesteld, door aan bedoelde arbeiders ontslag te geven.
- Op 30 april 1964 ontving ontving wethouder B. Jager uit Nieuwe Pekela de eremedaille, verbonden aan de Orde van Oranje Nassau, in goud. De onderscheiding werd de heer Jager verleend, enerzijds vanwege het feit dat hij 40 jaar verbonden was geweest aan de strokartonfabriek “De Kroon” in Oude Pekela en anderzijds vanwege het feit dat hij zich lange tijd verdienstelijk heeft gemaakt voor de gemeente Nieuwe Pekela.
- De gemeente Groningen verleende in 1964 vergunning aan de gemeente Oude Pekela voor het dempen van de mond van de Kroonswijk.